# 头脑王
最强的头脑 日本第一决定战！头脑王（日语：『最強の頭脳 日本一決定戦! 頭脳王』），以下简称头脑王，是日本电视台从2011年开始播出的益智類特别节目。第一次播出时的标题是“日本第一头脑王 大决定战!!”（日语：「日本No.1の頭脳王 大決定戦!!」）。

## 概要
从日本全国选拔不仅是才智能力优秀，同时也具有超强的计算能力、大胆的发想力、敏锐的推理能力的参赛者，争夺头脑王的称号以及100万日元的冠军奖金。
在节目中，比起出演者们的名字，他们的称号更加引人注目（比如第3回和第4回的冠军水上颯的称号是「东大医学部的异端儿」）。

## 出演者

### 主持人
- 福澤朗（日语：福澤朗）[2]
- 鈴木崇司（日语：ラルフ鈴木）（第5回~）

#### 前主持人
- 江角真紀子（第1回~第4回）[2]

### 实况
- 河村亮（日语：河村亮）（日本电视台播音员）

## 节目内容

### 预选
通过事前预选，选出8名参赛者。本节目即是这8位选手的“头脑王”称号争夺战。

### 四分之一决赛（正式节目内容）
该阶段分为三个独立环节。最终，总分前四的参赛者进入半决赛。

#### 快速抢答难题
抢答题。按下抢答按钮即可口答。
以下是经常出现的题型。
- 答案是一个很长的词。（例：毕加索的洗礼名）
- 有关叠加小方块个数或者总体积的问题。
- 根据某个数字或图表，判断它们用来表示什么（例：8611→乔戈里峰标准高度。）
- 用脑灵活思考回答；灵活运用想象力回答。

#### 数字推盘
根据八数字推盘游戏的要领，参赛者快速移动九宫格布局的木板上的方块，使所有的方块顺着数字的次序排列。完成速度最快的2~3名可以获得分数。

#### 快速写答案
虽说是抢答的形式，但不是口答，而是要用笔先写下答案，再按抢答按钮。
四分之一决赛中也出现过以下题型。
- 依次观看20张图片，最后根据记忆力回答问题。
- 三组数字同时出现并开始变换，通过心算，分别得出相加的结果。

### 半决赛
几何拼图（越早完成，得分越高）、速读题、古代汉语文章问题、计算题、象形文字解读、多答问题（4名参赛者中，写出正确答案最多的人得分）等。
半决赛结束后，得分前2名进入决赛。

### 决赛
书写题。
最开始，每答对一个问题得50分，当某一方累计得到500分（第6回改为700分）时，之后问题的分值变为100分。
比对手先达到1000分的参赛者视为胜利，得到头脑王称号。两位参赛者同时到达1000分的时候，采用突然死亡的方法决定胜负。

## 播出时间
| 回数 | 播出日期                    | 网络预选参加者人数 | 冠军                        | 亚军                        |
| ---- | --------------------------- | ------------------ | --------------------------- | --------------------------- |
| 1    | 2011年 12月30日 21:00-23:14 | -                  | 亀谷航平 "东大医学部的天才" | 廣海涉 "京大医学部的奇才"   |
| 2    | 2013年 12月13日 20:50-22:54 | 44,145人           | 亀谷航平 "东大医学部的天才" | 中村荣斗 "京大IQ怪物"       |
| 3    | 2014年 12月5日 21:00-22:54  | 31,482人           | 水上颯 "东大医学部的异端儿" | 广海涉 "京大医学部的天才"   |
| 4    | 2015年 11月27日 21:00-22:54 | 83,341人           | 水上颯 "东大医学部的异端儿" | 井上良 "京大医学部天才"     |
| 5    | 2016年 12月16日 21:00-22:54 | 205,413人          | 井上良 "京大医学部的天才"   | 水上颯 "东大医学部的异端儿" |
| 6    | 2018年 2月2日 21:00-22:54   | 110,425人          | 河野玄斗 "东大医学部的神脑" | 井上良 "京大医学部的天才"   |
| 7    | 2019年 2月15日 21:00-22:54  | 121,371人          | 河野玄斗 "东大医学部的神脑" | 木户直人 "京大医学部的贤者" |
| 8    | 2020年 2月14日 21:00-22:54  | 163,602人          | 木户直人 "京大医学部的贤者" | 河野玄斗 "东大医学部的神脑" |
| 9    | 2021年 2月19日 21:00-22:54  |                    | 河野玄斗 "东大医学部的神脑" | 成瀬充 "东大智力的新銳"     |

## 脚注
1. ↑  . MANTAN. 2018-02-02  [2019-01-27]. （原始内容存档于2019-01-27） （日语）.
2. 1 2 3  . テレビドガッチ. 2015-11-27  [2019-02-16]. （原始内容存档于2019-02-16） （日语）.
3. ↑  . music.jpニュース. 2016-12-16  [2019-01-27]. （原始内容存档于2019-01-27） （日语）.
4. ↑  . TVでた蔵.   [2018-01-28].[]
5. ↑  . 每日新闻. 2020-02-14  [2020-03-24]. （原始内容存档于2020-03-24） （日语）.